# Индоокеанская гильза
Индоокеанская гильза, или гильза-кели (лат. Hilsa kelee), — вид морских лучепёрых рыб семейства сельдевых (Clupeidae). Единственный представитель рода Hilsa. Широко распространены в Индо-Тихоокеанской области. Максимальная длина тела 35 см. Промысловая рыба.

## Описание
Тело сжато с боков, относительно высокое. Тело покрыто мелкой циклоидной легкоопадающей чешуёй. Задние края чешуй зазубрены. В латеральных рядах 39—44 чешуй. Длина головы составляет от 22,5 до 32,5 % стандартной длины тела. На голове чешуи нет. Верхняя часть головы с 8—14 продольными костными полосками. Рыло тупое, закруглённое. Рот конечный, нижняя челюсть перекрывает верхнюю при закрытом рте. Хорошо развиты две надчелюстные кости. Верхняя челюсть с отчётливой срединной выемкой.  Окончание верхней челюсти доходит до вертикали, проходящей через передний край глаза. Жаберные крышки гладкие, без костных полосок. Многочисленные жаберные тычинки тонкие, на первой жаберной дуге 100—175 жаберных тычинок, загнутых наружу. Длина жаберных лепестков на первой жаберной дуге не превышает ½ длины жаберных тычинок. В жаберных перепонках 6 лучей. Над пазухой грудного плавника проходит ряд мелких треугольных чешуек. Вдоль всей средней линии брюха тянется киль из 27—31 приострённых чешуй, из них 15—17 расположены до основания брюшных плавников и 12—14 за основанием брюшных плавников. Спинной плавник короткий, расположен в средней части спины. Последний луч не удлинённый. Основание анального плавника короткое, расположено далеко позади от вертикали, проходящей через окончание основания спинного плавника. В анальном плавнике 20—22 мягких луча, последние два луча не удлинённые. Брюшные плавники расположены на вертикали, проходящей через начало основания спинного плавника, в них 8 мягких лучей, первый из которых неразветвлённый. Хвостовой плавник выемчатый.
Тело серебристого цвета, спина голубовато-зелёная. За жаберными крышками есть тёмное пятно, за которым по бокам тела расположено несколько (до 10) тёмных пятен.
Максимальная длина тела 35 см, обычно до 16 см.

## Биология
Морские пелагические рыбы, не образуют больших скоплений. Обитают в прибрежных водах до глубины 50 м, заходят в эстуарии. Выдерживают понижение солёности до 7‰. Питаются фитопланктоном (диатомовые водоросли, динофлагелляты), а также в меньшей степени копеподами, личинками моллюсков и ракообразных, креветками, амфиподами и полихетами. В эстуарии реки Годавари нерестятся в феврале.

## Ареал
Широко распространены в Индо-Тихоокеанской области от Оманского и Аденского заливов до юга Африки, включая Мозамбик; вдоль побережья Южной и Юго-Восточной Азии до Таиланда и Яванского моря, Индонезии и Папуа-Новой Гвинеи, и на север до Гонконга.

## Взаимодействие с человеком
Имеют важное промысловое значение, особенно в Индии. Мировые уловы индоокеанской гильзы в 1999 году достигали 90111 тонн. Реализуются в свежем, сушёном, вяленом виде, а также в качестве наживки при промысле ценных видов рыб.